# Badische IX (alt)
| IX IIa alt (ab 1868)   | IX IIa alt (ab 1868)                    | IX IIa alt (ab 1868)                | IX IIa alt (ab 1868)                | IX IIa alt (ab 1868)                |
| ---------------------- | --------------------------------------- | ----------------------------------- | ----------------------------------- | ----------------------------------- |
|                        | ADLER und FALKE                         | COMET bis BASEL                     | RHEINFELDEN bis PFALZ               | BADENIA bis OFFENBURG               |
| Anzahl                 | 2                                       | 8                                   | 8                                   | 8                                   |
| Hersteller             | Maschinenbau-Gesellschaft Karlsruhe     | Maschinenbau-Gesellschaft Karlsruhe | Maschinenbau-Gesellschaft Karlsruhe | Maschinenbau-Gesellschaft Karlsruhe |
| Baujahr                | 1854                                    | 1854–1856                           | 1858–1859                           | 1863                                |
| Ausmusterung           | 1875–1903                               | 1875–1903                           | 1875–1903                           | 1875–1903                           |
| Achsformel             | 2A n2                                   | 2'A n2                              | 2A n2                               | 2A n2                               |
| Spurweite              | 1.435 mm                                | 1.435 mm                            | 1.435 mm                            | 1.435 mm                            |
| Länge über Puffer      | 13.030 mm                               | 13.150 mm                           | 13.110 mm                           | 12.580 mm                           |
| Höhe                   | 4.584 mm 4.550 mm (nach Umbau)          | 4.500 mm                            | 4.500 mm                            | 4.410 mm                            |
| Gesamtradstand         | 3.750 mm                                | 4.380 mm                            | 3.750 mm                            | 3.750 mm                            |
| Leermasse              | 25,90 t                                 | 26,35 t                             | 24,00 t                             | 24,25 t                             |
| Dienstmasse            | 27,90 t                                 | 28,50 t                             | 27,70 t                             | 28,00 t                             |
| Reibungsmasse          | 11,5 t – 13,0 t                         | 11,5 t – 13,0 t                     | 11,5 t – 13,0 t                     | 11,5 t – 13,0 t                     |
| Radsatzfahrmasse       | 13,0 t                                  | 13,0 t                              | 13,0 t                              | 13,0 t                              |
| Treibraddurchmesser    | 2.134 mm                                | 2.134 mm                            | 2.134 mm                            | 2.134 mm                            |
| Laufraddurchmesser     | 1.374 mm (1. Achse) 1.220 mm (2. Achse) | 1.220 mm                            | 1.220 mm                            | 1.220 mm                            |
| Steuerungsart          | Gooch                                   | Gooch                               | Stephenson                          | Stephenson                          |
| Zylinderanzahl         | 2                                       | 2                                   | 2                                   | 2                                   |
| Zylinderdurchmesser    | 405 mm                                  | 405 mm                              | 405 mm                              | 405 mm                              |
| Kolbenhub              | 560 mm                                  | 560 mm                              | 560 mm                              | 560 mm                              |
| Kessel                 | Birnkessel                              | Birnkessel                          | Crampton                            | Crampton                            |
| Kesselüberdruck        | 7,0 bar                                 | 7,0 bar                             | 7,0 bar                             | 8,0 bar                             |
| Anzahl der Heizrohre   | 215                                     | 215                                 | 205                                 | 209                                 |
| Heizrohrlänge          | 3.085 mm                                | 3.085 mm                            | 3.085 mm                            | 3.095 mm                            |
| Rostfläche             | 1,07 m²                                 | 1,07 m²                             | 0,98 m²                             | 0,92 m²                             |
| Strahlungsheizfläche   | 6,74 m²                                 | 6,74 m²                             | 5,83 m²                             | 5,62 m²                             |
| Rohrheizfläche         | 76,06 m²                                | 76,06 m²                            | 72,52 m²                            | 74,17 m²                            |
| Verdampfungsheizfläche | 82,80 m²                                | 82,80 m²                            | 78,35 m²                            | 79,79 m²                            |
| Lokbremse              | Schraubenbremse am Tender               | Schraubenbremse am Tender           | Schraubenbremse am Tender           | Schraubenbremse am Tender           |
| Tender                 | Kessler 3 T 5,4                         | Kessler 3 T 5,4                     | Kessler 3 T 5,4                     | Kessler 3 T 5,4                     |

Die Dampflokomotiven der Gattung IX, ab 1868 Gattung II a alt der Großherzoglich Badischen Staatseisenbahn waren Crampton-Lokomotiven.

## Geschichte
Die Lokomotiven waren ursprünglich für die 1.600 mm-Breitspur entworfen worden, wurden jedoch wegen der Umspurung des Streckennetzes auf Normalspur gleich für diese Spurweite hergestellt. Die Fahrzeuge waren als reine Güterzug-Maschinen geplant, durch die Änderung auf Normalspur wurde der Entwurf zu einer Schnellzuglokomotive abgeändert.
Aufgrund der fast zehnjährigen Bauzeit kam es zu konstruktiven Änderungen und Experimenten, um das bestmögliche Ergebnis zu erzielen.
Die ersten beiden Loks ADLER und FALKE erhielten ein rückkehrendes Flammrohr (Schornstein auf der Kesselmitte), wurden aber noch vor der endgültigen Übernahme durch die Staatsbahn auf eine normale Rauchkammer umgebaut. Bei der zweiten Lieferserie COMET bis BASEL wurde statt der zwei Laufachsen ein Drehgestell verwandt. Die BASEL wurde 1885 bei der Weltausstellung in Paris präsentiert. Mit einem Zug von 67 t erreichte die Lok eine Geschwindigkeit von 64 km/h.
Als die Reibungsmasse von rund 12 t nicht mehr für die schwerer werdenden Schnellzüge ausreichte, wurden die Loks in den Reisezugdienst und später in den Rangierdienst versetzt.
Die Lokomotiven waren mit Außenrahmen, außen liegenden Zylindern und Hallschen Exzenterkurbeln ausgestattet. Sie besaßen alle typischen Merkmale einer Crampton-Lokomotive, wie die einzelne, hinter dem Stehkessel liegende Treibachse mit Rädern großen Durchmessers oder die tiefe Kessellage. Anfänglich war der Führerstand offen und nur von einem Geländer umgeben, erst später wurde durch den Aufbau eines einfachen Führerhauses mit schmalen Seitenwänden das Lokpersonal besser geschützt.

## Erhalten gebliebenes Exemplar der Baureihe
Die 1863 gebaute Lokomotive PHOENIX der Baureihe war bis in die 1890er Jahre als Rangierlok auf dem Bahnhof Mannheim im Einsatz. Während des Zweiten Weltkrieges wurde die Lok stark beschädigt. 1960 wurde sie im Ausbesserungswerk München-Freimann aufgearbeitet und ist heute im Verkehrsmuseum Nürnberg ausgestellt.

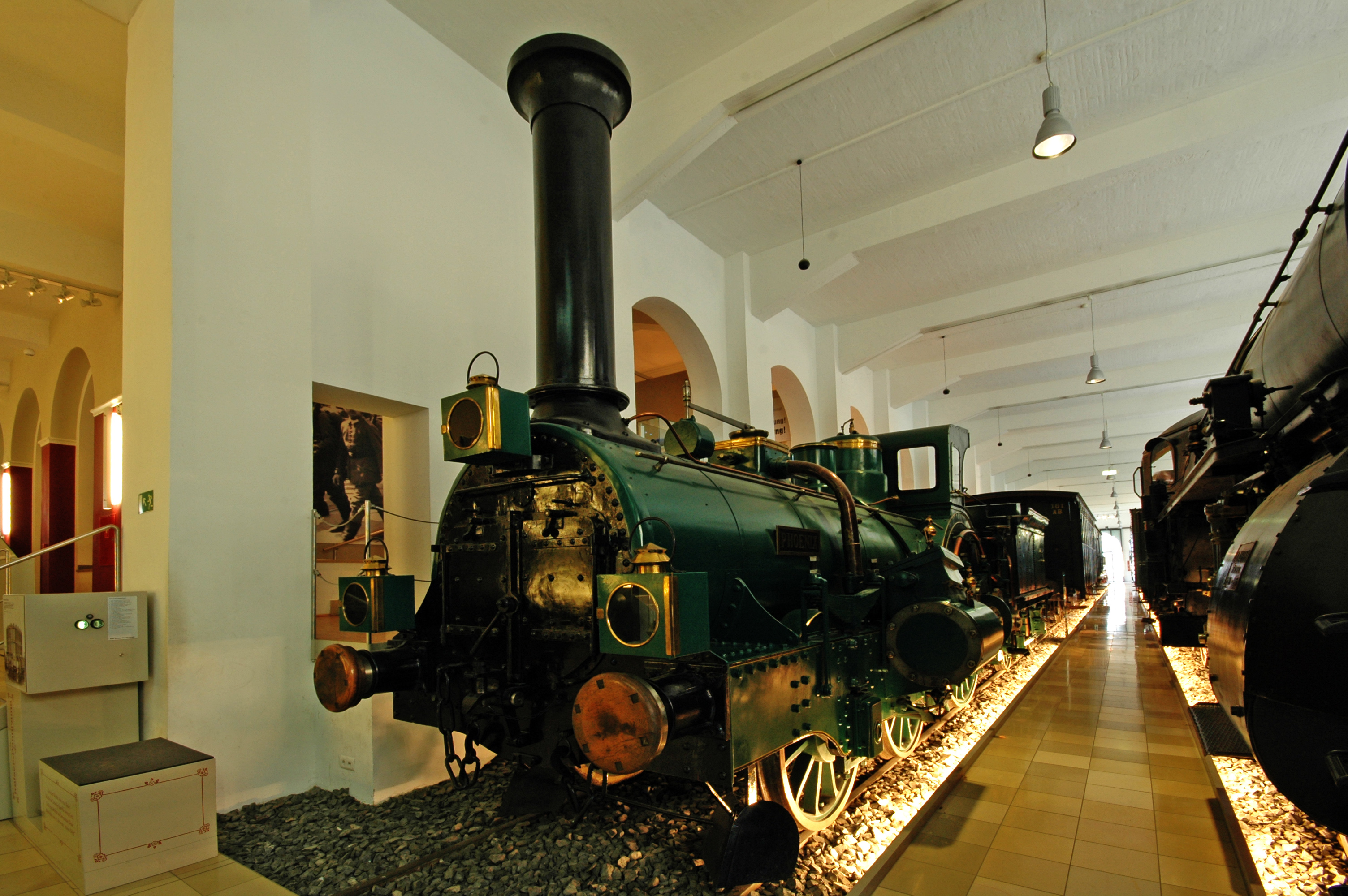
Lokomotive Phoenix im Verkehrsmuseum Nürnberg
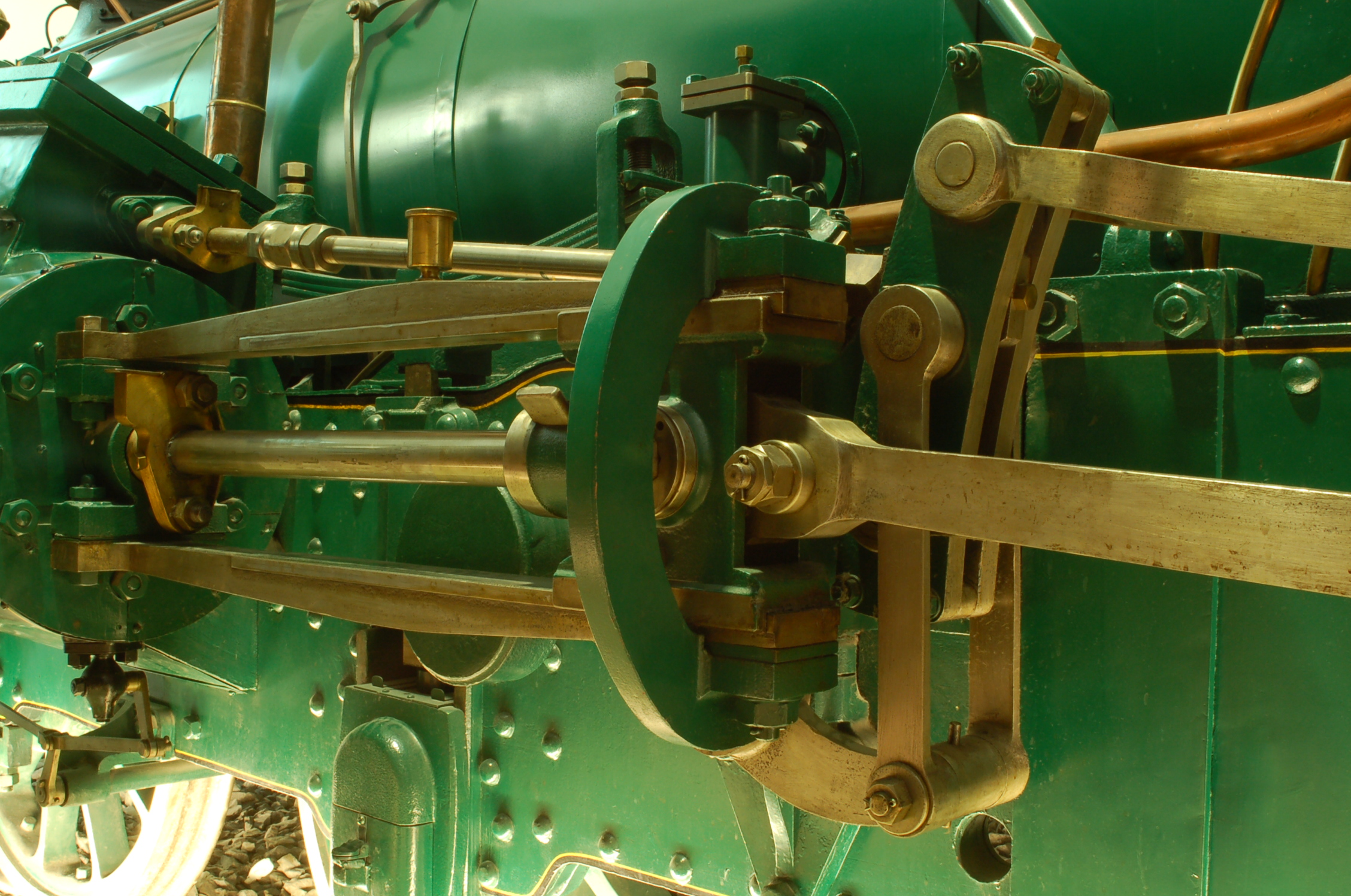
Triebwerk der Phoenix: Kolben- und Schieberstange, Kreuzkopf mit zweischieniger Führung, gebogene Kulisse der Stephenson-Steuerung
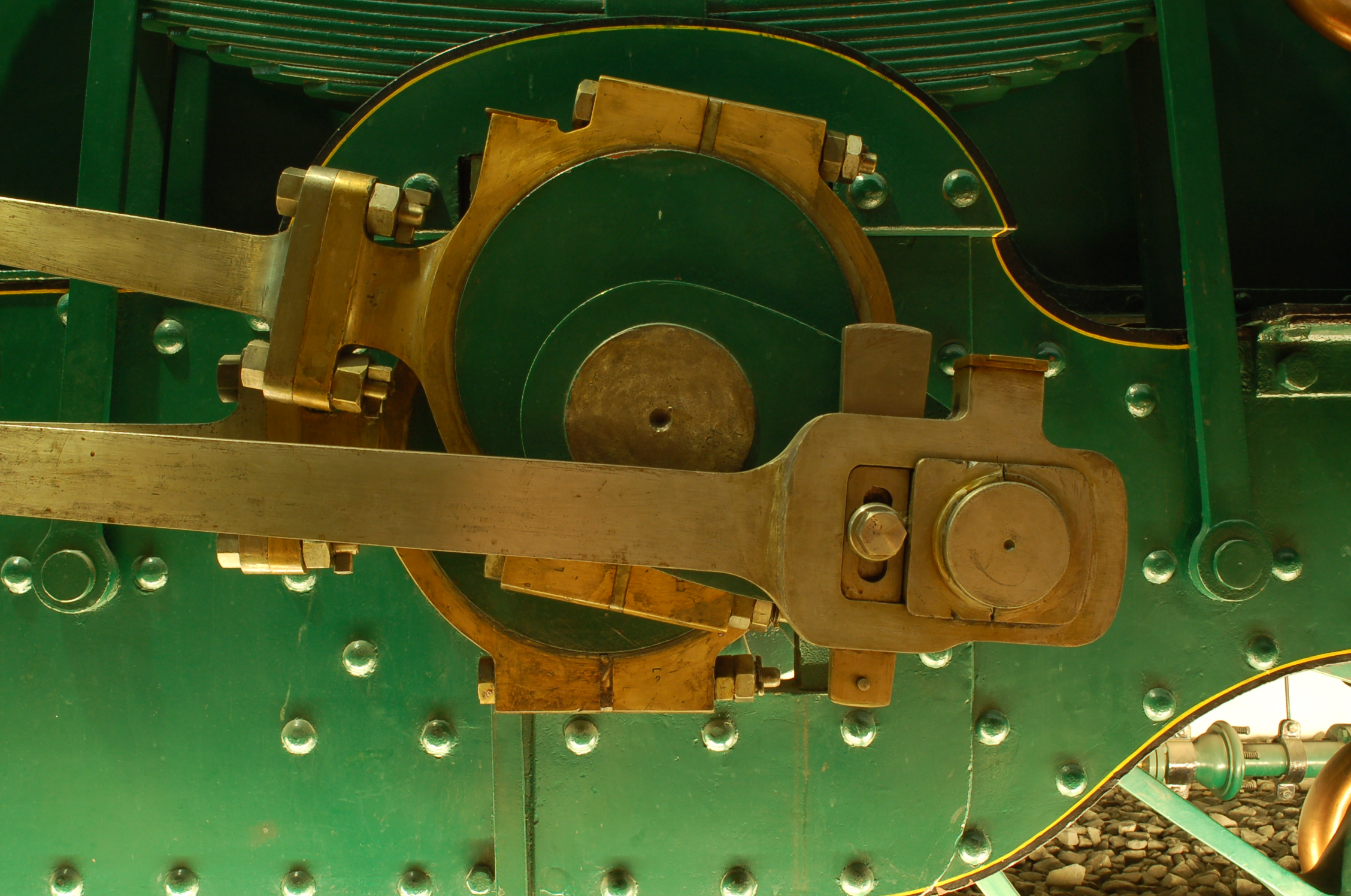
Treibachse der Phoenix: Treibstangenlager mit Stellkeil, dahinter Hubscheiben der Stephenson-Steuerung